# Barrio Getsemaní
Getsemaní es un sector ubicado en la parroquia Germán Ríos Linares del municipio Cabimas en el estado Zulia, Venezuela. Getsemaní es una comunidad cristiana en las afueras de la ciudad de Cabimas aislada por bosques de cualquier otro sector, toma su nombre del huerto de Getsemaní, donde Jesús oró antes de su pasión.

## Ubicación
Se encuentra al norte de la carretera G en la Av 51, y al sur de la carretera F de la cual está aislada por un afloramiento rocoso (la Av 51 llega junto a dicho afloramiento), allí termina la carretera G. No tiene límites con ningún sector de Cabimas.

## Zona Residencial
Construido al sur del río Mene o también conocido como rio Cacaito esta justo en la frontera del municipio Cabimas con el municipio Santa Rita, está rodeado de bosques por todos los costados y los únicos accesos a este Barrio son la carretera G que culmina en esta zona y la Av 51 que conecta con la carretera H. Cabe resaltar que ambos accesos hoy por hoy se encuentran en mal estado. Getsemaní es una comunidad cristiana, por lo que su vida gira en torno al evangelio, dentro de este barrio, se encuentra una iglesia perteneciente a la red de iglesias cristianas LUZ DEL MUNDO, que cuenta con una gran cantidad de asistentes, entre ellos pertenecientes de la misma comunidad, pero también de sectores aledaños como: Ciudad Sucre, Urbanización los Rosales, Barrio Monte Verde, personas residentes de la avenida 44 y en la avenida 51.
Se ha sabido que dentro de los asistentes, se encuentran creyentes provenientes de otros sectores lejanos al barrio que escapan del bullicio de la ciudad para sumergirse en este espacio lleno de vegetación, calma, tranquilidad, quietud y silencio para disfrutar del servicio religioso que se efectúa todos los domingos.

## Vialidad
Su ubicación lejos de la ciudad lo hace uno de los sectores más olvidados del Municipio, estando ausente de los mapas de Cabimas.
Este Barrio está conformado por 3 calles. La primera que es una extensión de la avenida 51 que termina en la carretera G, vía que por un lado conecta con la avenida 44 y por el otro extremo conecta con la Avenida 52. 
Seguidamente, se encuentra la segunda calle y posteriormente la tercera calle cuyos nombres aún en la actualidad no se encuentran definidos y que las mismas tiene la entrada conectada con la carretera G y tienen salida hacia la calle principal del Barrio.
Su vialidad es deficiente, por lo que no cuenta con asfaltado, lo que provoca que en épocas de lluvia el acceso a este sector sea  difícil.